# Helmut Berndt
Ernst Helmut Berndt (17 de junio de 1915-30 de abril de 1990) fue un deportista checoslovaco, nacionalizado alemán, que compitió en atletismo y luge. Ganó una medalla de oro en el Campeonato Mundial de Luge de 1960, en la prueba individual.

## Palmarés internacional
| Representando a la RFA |                              |                |            |
| Campeonato Mundial     |                              |                |            |
| Año                    | Lugar                        | Medalla        | Prueba     |
| 1960                   | Garmisch-Partenkirchen (RFA) | Medalla de oro | Individual |